# پایگاه هوایی سولنوک
پایگاه هوایی سلنوک (به انگلیسی: Szolnok Air Base) یک فرودگاه نظامی است که یک باند فرود آسفالت دارد و طول باند آن ۲۰۰۰ متر است. این فرودگاه در شهر سولنوک کشور مجارستان قرار دارد و در ارتفاع ۹۸ متری از سطح دریا واقع شده است.